# Crassula gemmifera
Crassula gemmifera är en fetbladsväxtart som beskrevs av H.C. Friedrich. Crassula gemmifera ingår i släktet krassulor, och familjen fetbladsväxter. Inga underarter finns listade i Catalogue of Life.